# Tour CBX
La tour Dexia, anciennement connue sous le nom tour CBX faisant référence à son emplacement sur le plan de masse du quartier, est un gratte-ciel de bureaux situé dans le quartier d'affaires de La Défense, en France (précisément à Courbevoie, dans le quartier de la Défense 2).

## Historique
Construite entre 2002 et 2005, elle mesure 142 m de haut. Elle est longée par le boulevard circulaire sur un côté, et l'étage situé au niveau de la dalle est traversé par une passerelle piétonne. La tour CBX est par ailleurs l'une des rares tours de la Défense dont le toit n'est pas horizontal, mais en pente. L'une des façades est rectiligne, tandis que l'autre est courbe.
La tour CBX doit son appellation aux noms de code attribués aux immeubles dans le plan-masse de la Défense. Par exemple :
- PB12 (Puteaux - immeuble de bureaux - 12e emplacement), qui est aujourd'hui la tour Opus 12.

- CH12 et CH13 (Courbevoie - immeuble d'habitation - 12e et 13e emplacements), qui est la résidence Vision 80.

Comme il n'y avait pas d'immeuble prévu au départ à cet emplacement, cette tour fut dénommée CBX.
En 2007, l'entreprise Dexia emménagea dans la tour.
En juillet 2013, les lettres « DEXIA » sont décrochées du haut de la façade courbe, cachée désormais par la tour D2.

## Iconographie

Tour CBX (Dexia) en arrière-plan